# Plastic Hearts
Plastic Hearts је седми студијски албум америчке певачице Мајли Сајрус. Издат је 27. новембра 2020. године за RCA Records, као њен последњи албум са овом дискографском кућом. Означавајући одмак од Мајлиних претходних издања, Plastic Hearts је првенствено рок, поп рок, синт поп и глам рок албум.
Заузео је прво место на америчкој топ-листи Billboard Top Rock Albums и друго место на топ-листи Billboard 200, те добио позитивне рецензије критичара. Садржи три сингла: Midnight Sky, Prisoner и Angels like You.

## Списак песама
| №               | Назив           | Аутор(и)                        | Продуцент(и)        | Трајање |  |
| 1.              |                 | Мајли Сајрус Александра Тампоси | Вот Бел             | 2.51    |  |
| 2.              |                 | Сајрус Тампоси                  | Вот Бел             | 3.25    |  |
| 3.              |                 | Сајрус Тампоси                  | Вот Бел             | 3.16    |  |
| 4.              | (и )            | Сајрус Тампоси                  | Вот Белион          | 2.49    |  |
| 5.              |                 | Сајрус Тампоси                  | Вот Бел             | 2.31    |  |
| 6.              | (и Били Ајдол)  | Сајрус Тампоси Ајдол            | Вот                 | 3.09    |  |
| 7.              |                 | Сајрус Илси Џубер Тампоси       | Вот Бел             | 3.43    |  |
| 8.              |                 | Сајрус                          | Марк Ронсон Вајат   | 3.16    |  |
| 9.              |                 | Сајрус Тампоси                  | Вот Вел             | 2.37    |  |
| 10.             | (и Џоун Џет)    | Сајрус Џубер                    | Ронсон Кени Лагуна  | 3.08    |  |
| 11.             |                 | Сајрус Џубер                    | Ронсон Брендон Бост | 3.35    |  |
| 12.             |                 | Сајрус                          | Вајат Еми Хајни     | 3.55    |  |
| Укупно трајање: | Укупно трајање: | Укупно трајање:                 | Укупно трајање:     | 38.15   |  |

| №               | Назив                | Аутор(и)                  | Продуцент(и)    | Трајање |  |
| 13.             | (и Стиви Никс)       | Сајрус Никс Тампоси Џубер | Вот Бел         | 3.40    |  |
| 14.             | (уживо с фестивала ) | Деби Хари                 | Стејси Џоунс    | 3.33    |  |
| 15.             | (уживо с фестивала ) | Долорес О’Риордан         | Џоунс           | 4.50    |  |
| Укупно трајање: | Укупно трајање:      | Укупно трајање:           | Укупно трајање: | 50.18   |  |